# Plattsburg (Missouri)
Pour les articles homonymes, voir Plattsburg.
La ville de Plattsburg est le siège du comté de Clinton, situé dans l’État du Missouri, aux États-Unis. Sa population s’élevait à 2 319 habitants lors du recensement de 2010, estimée à 2 285 habitants en 2016.

## Personnalité liée à la ville
Le sénateur et « président pour un jour » (President for One Day) David Rice Atchison (1807-1886) y vécut et y est inhumé.